# GP2X
De GP2X is een open source handheld mediasysteem gebaseerd op een Linux-kernel. De GP2X is gemaakt door Gamepark Holdings in Zuid-Korea.
De GP2X is voor zowel zelfgemaakte homebrew-software als voor commerciële applicaties gemaakt. Het systeem wordt vooral gebruikt om emulators mee te draaien, zoals de Sega Master System en de Neo Geo.

## Over de GP2X
De GP2X is uitgegeven op 10 november 2005 in Zuid-Korea, en is gemaakt om:
- Video's en muziek af te spelen
- Foto's te bekijken
- Spellen te spelen

Het systeem zelf is open source, dus iedereen kan zelf zijn eigen programma's voor de GP2X maken. Omdat de firmware om de zoveel tijd geüpdatet wordt, zijn in de toekomst veel nieuwe functies mogelijk.

## Hardware

### Specificaties
- Chipset: MagicEyes MMSP2 MP2520F
- NAND Flash ROM: 64 MB
- RAM: 64 MB SDRAM
- CPU: 200MHz ARM920T processor, 200 MHz-, ARM940T-programmeerbare co-processor
- Besturingssysteem: GNU/Linux-gebaseerd
- Opslag: SD(HC) Kaart
- Connectie voor pc: USB 2.0 HighSpeed
- Geschikt voor: USB 1.1
- Voeding: 2 × AA-batterij of via een lichtnet-adapter.
- Beeldscherm: 320×240 pixels, 3,5 inch, 65.536 kleuren, tft-lcd-scherm
- Tv-uitgang
- Afmetingen: 143,6 mm x 82,9 mm x 27 mm (lxbxh)
- Gewicht: 161 g (zonder batterij)

Spelcomputers · Draagbare spelcomputers (Lijst van draagbare spelcomputers)